# Теория подталкивания
Теория подталкивания (англ. nudge theory) — концепция в трансдисциплинарных исследованиях, предполагающая возможность влиять на процесс принятия групповых и индивидуальных решений посредством положительного подкрепления и как бы непрямых указаний. Согласно данной концепции, подталкивание к действию не менее эффективно, чем силовое принуждение к действию или прямая рекомендация.

## Определение подталкивания
Концепция подталкивания стала известной благодаря книге Ричарда Талера и Касса Санстейна «Nudge. Архитектура выбора», выпущенной в 2008 году. Она также получила поддержку среди политиков США и Великобритании, занимающихся регулированием предпринимательской деятельности и здравоохранения. Помимо этого, Талер был удостоен Нобелевской премии по экономике за обобщение результатов предыдущих исследований и разработку «теории подталкивания».
Талер и Санстейн определили «подталкивание» следующим образом:

Подталкивание, как мы его будем далее называть, — это любой аспект процесса принятия решения, который побуждает людей изменять свое поведение определенным образом, не внося никаких ограничений в возможности выбора. Подталкиванием считается воздействие, игнорировать которое просто и дешево. Подталкивание не является запретом. Например, выкладывание фруктов на уровне глаз считается подталкиванием; а запрет нездоровой пищи — нет.
Оригинальный текст (англ.)A nudge, as we will use the term, is any aspect of the choice architecture that alters people's behavior in a predictable way without forbidding any options or significantly changing their economic incentives. To count as a mere nudge, the intervention must be easy and cheap to avoid. Nudges are not mandates. Putting fruit at eye level counts as a nudge. Banning junk food does not.

Одним из наиболее часто упоминаемых примеров подталкивания является изображение мухи в писсуарах мужского туалета в аэропорту Амстердама, целью которого является «улучшение прицельности».

## Применение теории
- Как премьер-министр Великобритании Дэвид Кэмерон, так и президент США Барак Обама использовали теорию подталкивания для достижения поставленных целей во внутренней политике своих стран.[3][4]
- Первыми начали применять теорию подталкивания в корпоративных целях ведущие компании Силиконовой долины. С помощью этого они добиваются повышения производительности и улучшения благополучия сотрудников.[5]
- Существуют исследования, демонстрирующие, что первые и последние строчки категории в меню выбираются посетителями чаще, и советующие располагать на них низкокалорийные блюда.[6]
- Аналогичным образом[каким?] дело обстоит с донорством органов.[7]
- При обновлении программного обеспечения у вас есть выбор между двумя кнопками «Обновить» и «Модернизировать за 29$», первая кнопка выглядит неактивной, но, тем не менее, её можно нажать.[8]
- Ещё в одном эксперименте пациентам предлагалось принимать таблетки согласно инструкции врача. Подталкивание в виде участия в ежедневной лотерее помогало придерживаться инструкций.[9]

Когда речь идёт о таких примерах, следует иметь в виду, что в действительности понимание причинности является настолько сложным делом, что приписывание причины изменений тем или иным факторам обычно имеет гипотетический характер.

## Критика теории
Касс Санстейн в своем эссе «Этика подталкивания» делает попытку заранее предупредить возможные направления критики концепции.
Тэмми Бойс из фонда общественного здравоохранения «The King’s Fund» утверждает, что использование подталкиваний не способствует изменению поведения людей в долгосрочной перспективе.
Было замечено, что подталкивание также является эвфемизмом для названия психологических манипуляций, к которым прибегают в социальной инженерии.
Герд Гигеренцер — немецкий психолог, изучающий использование ограниченной рациональности и эвристики в принятии решений, — считает, что политика подталкивания недопустима для государства, поскольку является демонстрацией политической трусости и неспособности привести аргументы в пользу той или иной позиции. Следует иметь в виду, что сам этот ход органично вписывается в теорию «мягкой власти (или силы)» Дж. Ная и соответствует принципу «Большие изменения малыми средствами».
Учёные также критикуют концепцию подталкивания за работу только с той частью мышления, которая отвечает за быстрые решения, и низкую ответственность архитектора среды выбора.